# Avenue Marceau
L'avenue Marceau è un viale dell'VIII e del XVI arrondissement di Parigi, che costituisce la linea di confine tra i due (lato numeri civici pari per l'VIII e dispari per il XVI).

## Situazione e accesi
Inizia dall'avenue du Président-Wilson, all'altezza della place de l'Alma, e termina in place Charles-de-Gaulle.

## Origine del nome
Porta il nome di François Séverin Marceau (1769-1796), generale della Rivoluzione francese.

## Storia
Questo viale fu aperto con un decreto in data 13 agosto 1854, tra la rue de Presburg (allora rue Circulaire) e la place de l'Étoile (oggi Place Charles-de-Gaulle). Il 6 marzo 1858 fu prolungato tra la rue Circulaire e l'avenue de l'Empereur (oggi avenue du Trocadéro), con il nome di avenue Joséphine, in onore di Giuseppina di Beauharnais.
Esso ha ricevuto la sua denominazione attuale da un decreto del 16 agosto 1879. Esisteva già una rue Marceau (nel XII arrondissement), che ricevette in questa occasione il nome di rue de Wattignies.
Il 5 agosto 1918, durante la prima guerra mondiale, il proietto di un obice lanciato dal Parisgeschütz esplose al numero 44 di avenue Marceau.

## Edifici significativi dell'avenue

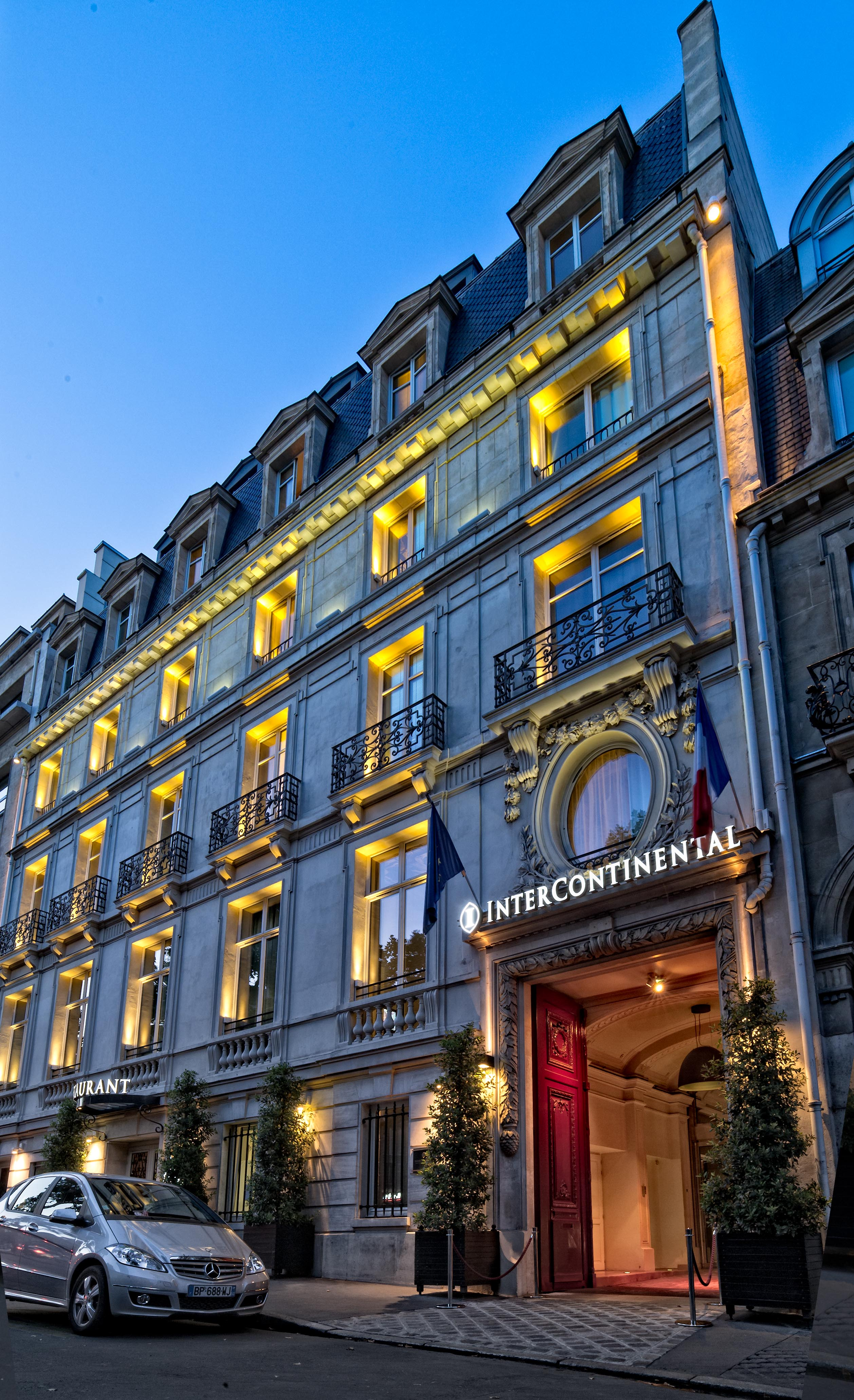
Facciata dell'Hôtel Intercontinental
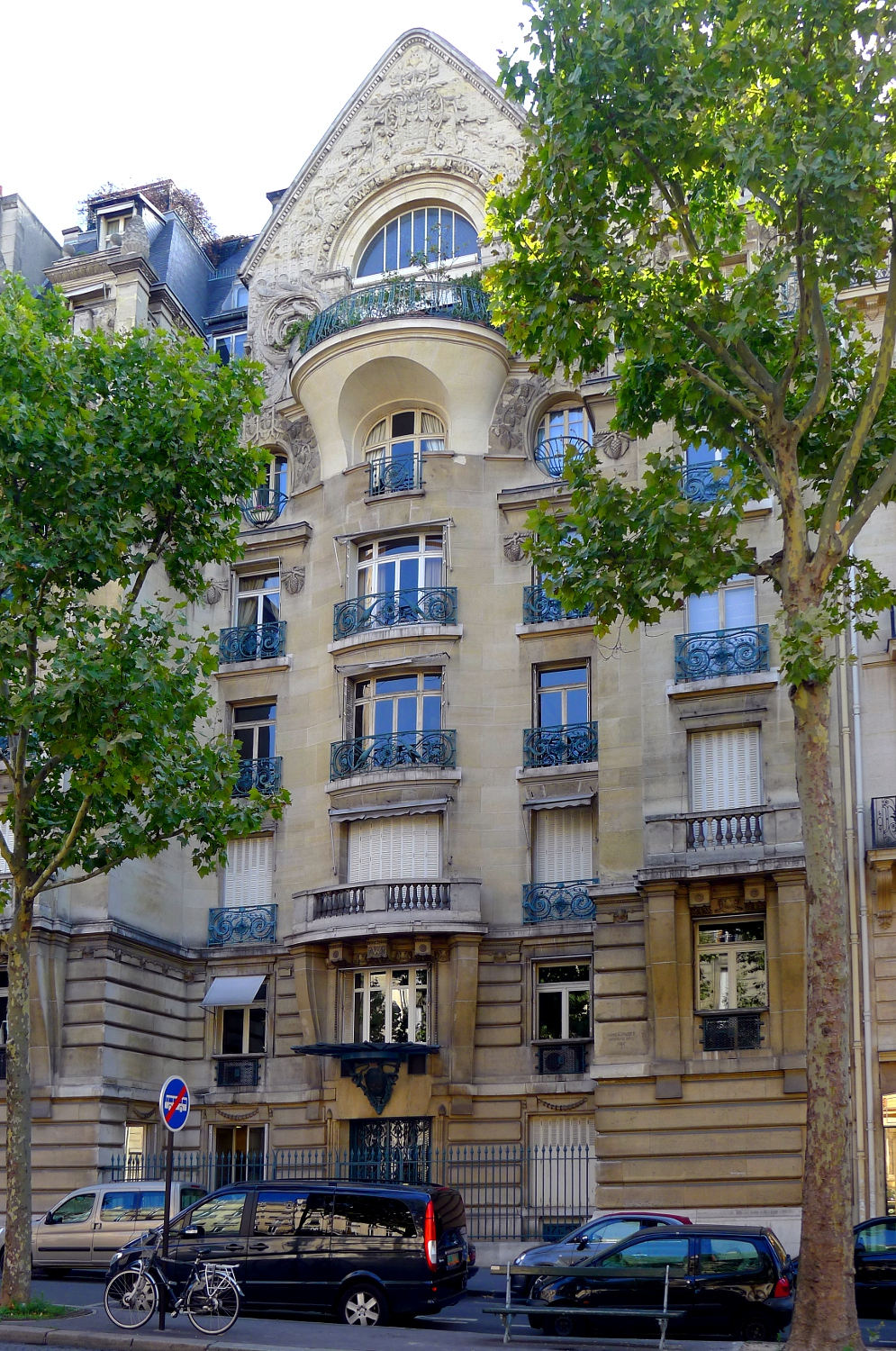
Numero 30.
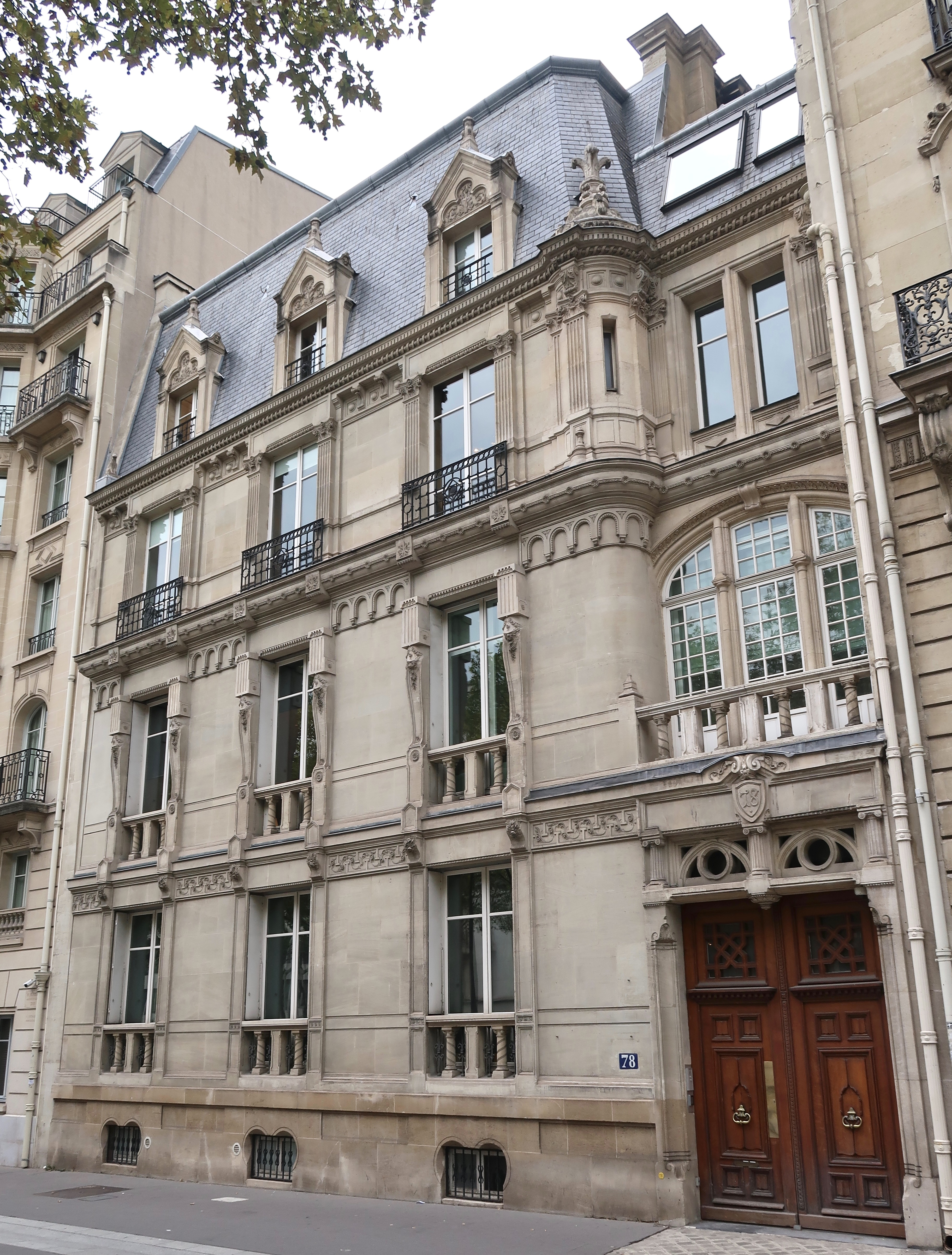
Hôtel Houette al N. 78.
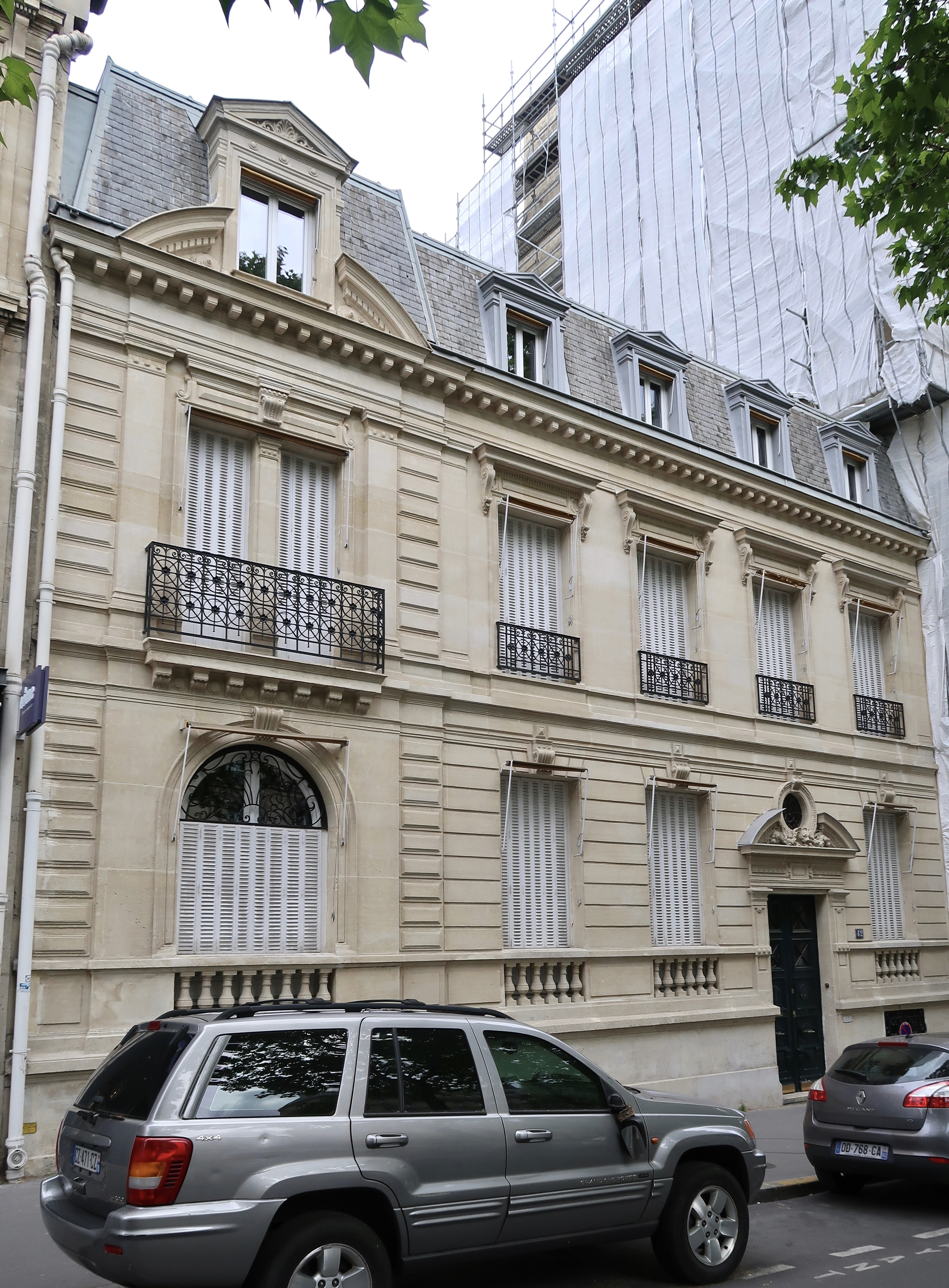
Hôtel Duprada al N. 42.
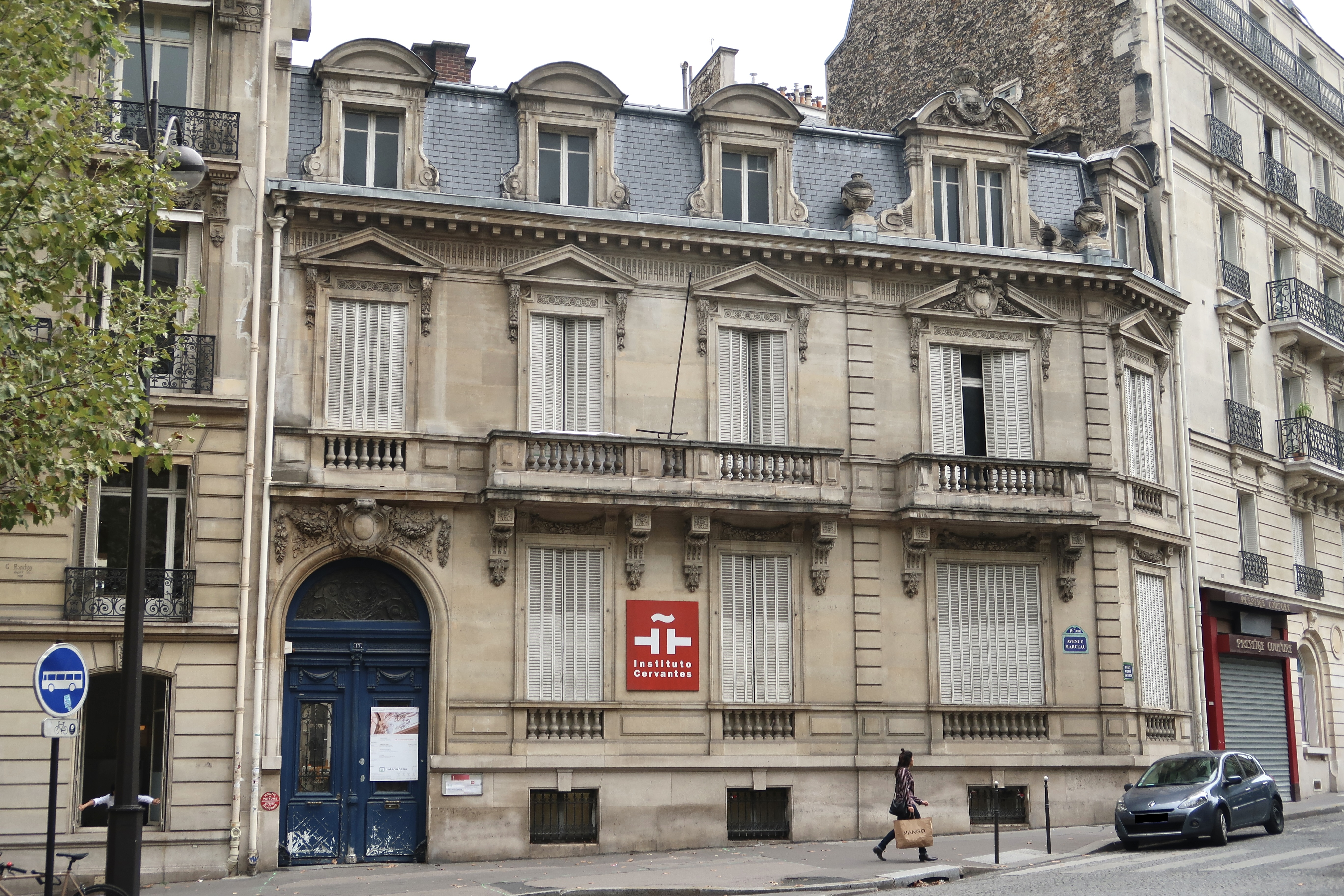
Biblioteca Octavio Paz al N. 11.